# Râul Oprișul
Râul Oprișul este un afluent al râului Poarta. 

## Hărți
- Harta județului Brașov